# نروجین سان
نروجین سان (به انگلیسی: Norwegian Sun) یک کشتی است که طول آن ۸۴۸ فوت (۲۵۸٫۴۷ متر) می‌باشد. این کشتی در سال ۲۰۰۱ ساخته شد.